# Sageo (Cañar)
Sageo, auch San Francisco de Sageo, ist eine Ortschaft und eine Parroquia rural („ländliches Kirchspiel“) im Kanton Biblián der ecuadorianischen Provinz Cañar. Die Parroquia besitzt eine Fläche von 4,12 km². Die Einwohnerzahl lag im Jahr 2010 bei 1731. 

## Lage
Die Parroquia Sageo liegt in den Anden südzentral in Ecuador. Der etwa 2670 m hoch gelegene Hauptort befindet sich knapp 2 km ostsüdöstlich vom Kantonshauptort Biblián. Der Río Burgay fließt südlich an Sageo vorbei. Die Fernstraße E35 (Azogues–Biblián) führt an Sageo vorbei.
Die Parroquia Sageo grenzt im Osten, im Südosten und im Süden an die Parroquia Guapán, das Municipio von Azogues sowie die Parroquia Cojitambo (alle drei im Kanton Azogues) sowie im Westen an die Parroquia Biblián.

## Geschichte
Die Gründung der Parroquia Sageo wurde am 5. Februar 1947 im Registro Oficial N° 802 bekannt gemacht und somit wirksam.